# (10011) Avidzba
(10011) Avidzba es un asteroide perteneciente al cinturón de asteroides descubierto por Nikolái Stepánovich Chernyj desde el Observatorio Astrofísico de Crimea, en Naúchni, el 31 de agosto de 1978.

## Designación y nombre
Avidzba fue designado al principio como 1978 QY1.
Más tarde, en 2001, se nombró en honor del viticultor ucraniano Anatoli Avidzba.

## Características orbitales
Avidzba está situado a una distancia media del Sol de 2,446 ua, pudiendo alejarse hasta 2,694 ua y acercarse hasta 2,198 ua. Su inclinación orbital es 4,685 grados y la excentricidad 0,1014. Emplea 1397 días en completar una órbita alrededor del Sol. El movimiento de Avidzba sobre el fondo estelar es de 0,2577 grados por día.

## Características físicas
La magnitud absoluta de Avidzba es 13,9.